# Liste der Kreisstraßen im Landkreis Landshut
Die Liste der Kreisstraßen im Landkreis Landshut ist eine Auflistung der Kreisstraßen im bayerischen Landkreis Landshut mit deren Verlauf. 

## Abkürzungen
- DGF: Kreisstraße im Landkreis Dingolfing-Landau
- ED: Kreisstraße im Landkreis Erding
- FS: Kreisstraße im Landkreis Freising
- KEH: Kreisstraße im Landkreis Kelheim
- LA: Kreisstraße im Landkreis Landshut
- LAs: Kreisstraße in der kreisfreien Stadt Landshut
- MÜ: Kreisstraße im Landkreis Mühldorf am Inn
- R: Kreisstraße im Landkreis Regensburg
- SR: Kreisstraße im Landkreis Straubing-Bogen
- St: Staatsstraße in Bayern

## Liste
Nicht vorhandene bzw. nicht nachgewiesene Kreisstraßen werden in Kursivdruck gekennzeichnet, ebenso Straßen und Straßenabschnitte, die unabhängig vom Grund (Herabstufung zu einer Gemeindestraße oder Höherstufung) keine Kreisstraßen mehr sind.
Der Straßenverlauf wird in der Regel von Nord nach Süd und von West nach Ost angegeben.
| Nr. LA | Verlauf |
| ------ | --- |
| LA 1   | – LA 58 – Eberspoint – LA 50 – Hasenreit – LA 47 – Margarethen – Bodenkirchen – LA 46 – Bonbruck – LA 45 – Aich – LA 56 – Binabiburg – LA 51 – |
| LA 2   | LA 4 – Hösacker – Hinzlbach – St 2141 – Weng – LA 20 – Landkreisgrenze – (DGF 4 im Landkreis Dingolfing-Landau) – Landkreisgrenze – Magersdorf – St 2045 – Geiselsdorf – LA 3 – Wippenbach – Kobl – Unterbettenbach – St 2054 – Dietelskirchen – Krüglmühle – Seyboldsdorf – Vilsbiburg – St 2083 – LA 5 – Klause – / |
| LA 3   | St 2045 – Jenkofen – LA 30 – LA 31 – Günzkofen – Schwatzkofen – Göttlkofen – LA 11 – Reichlkofen – Ried – Pattendorf – LA 2 – Jesendorf – Hacken – St 2083 – Gerzen – Blamberg – Kitzing – Kobel – Alram – LA 5 – Johannesbrunn –                                                                                     |
| LA 4   | (DGF 42 im Landkreis Dingolfing-Landau) – Landkreisgrenze – LA 2 – Raffach – Veitsbuch – Unholzing – St 2141 in Postau |
| LA 5   | St 2083 in Vilsbiburg – Frauensattling – LA 51 – Hörasdorf – Westerkirchen – Guntendorf – Eggenpoint – Johannesbrunn – LA 3 |
| LA 6   | St 2143 Weihenstephan – Mirskofen – (Altheim) |
| LA 7   | LA 6 Mirskofen – Essenbach – Ohu St 2074 |
| LA 8   | (ED 13 im Landkreis Erding) – Landkreisgrenze – Neufraunhofen – St 2087 – Kobl – Hohenwart – Hinterskirchen – LA 33 – Oberschneitberg – LA 13 – Gallengrub – St 2054 in Geisenhausen |
| LA 9   | LA 24 in Grafenhaun – Bergham – Roseneck – St 2144 – Hohenthann – Pfarrkofen – Unkofen – Oberergoldsbach – Kläham – in Siegensdorf |
| LA 10  | – Martinshaun – Osterhaun – LA 28 – Reicherstetten – Oberröhrenbach – LA 22 – Unterröhrenbach – Moosthann – Einaich – St 2141 – St 2074 in Wörth an der Isar |
| LA 11  | St 2074 – Niederaichbach – LA 14 – Reichersdorf – Wimm – Oberaichbach – Ruhmannsdorf – St 2045 – Harskirchen – LA 3 in Göttlkofen |
| LA 12  | St 2142 in Rottenburg an der Laaber – Oberotterbach – LA 37 – St 2143 – Brandhof – Eschenloh – Schmatzhausen – LA 36 – Edenland – in Weihmichl |
| LA 13  | LA 8 – Hermannskirchen – Oberhaarbach – Holzhausen – Pirken – LA 16 – Gaindorf – Berg – |
| LA 14  | (LAs 14 in Landshut) – Landkreisgrenze – LA 31 – Niederaichbach – LA 11 – Goldern – Hüttenkofen – Landkreisgrenze – (DGF 1 im Landkreis Dingolfing-Landau) |
| LA 15  | (SR 54 im Landkreis Straubing-Bogen) – Landkreisgrenze – LA 28 |
| LA 16  | LA 13 in Pirken – Frauenhaarbach – Tattendorf – Obervilslern – LA 33 – St 2087 – Velden – Babing – LA 59 – Erlach – Landkreisgrenze – (MÜ 23 im Landkreis Mühldorf am Inn) |
| LA 17  | – Tiefenbach – LA 27 – Ast – Gütersdorf – Kapfing – Vilsheim – St 2054 – Garnzell – Landkreisgrenze – (ED 31 im Landkreis Erding) |
| LA 18  | – Viecht – Ebenau – Haunwang – St 2054 in Buch am Erlbach |
| LA 19  | St 2049 in Niedermünchen – LA 32 – Eggersdorf – Pörndorf – Bachhorn – Widdersdorf – Gündlkofen – LA 23 – LA 52 – Landkreisgrenze – (LAs 19 in Landshut) |
| LA 20  | St 2141 in Weng – Landkreisgrenze – (DGF 10 im Landkreis Dingolfing-Landau) |
| LA 21  | – Schloßberg – Obergolding – Mittergolding – Untergolding – Kumhausen – Siegerstetten – Obergangkofen – LA 55 – Götzdorf – LA 30 – Geisenhausen – LA 31 – St 2054 – |
| LA 22  | LA 10 in Oberröhrenbach – Mettenbach – St 2141 – St 2074 |
| LA 23  | in Unterneuhausen – Zell am Berg – Hintersteig – Vordersteig – Furth – LA 24 – St 2049 – Edlmannsberg – Eckenhausen – Schlagkreut – Kreut – Attenhausen – Winklmaier – Hetzenweb – LA 19 in Gündlkofen |
| LA 24  | LA 23 in Furth – Weihmichl – Ebensland – Gabisreuth – Grafenhaun – LA 9 – Windham – Oberglaim – St 2143 in Käufelkofen |
| LA 25  | in Neufahrn in Niederbayern – Neufahrnreut – Landkreisgrenze – (SR 57 im Landkreis Straubing-Bogen) |
| LA 26  | / – Altdorf – Landkreisgrenze – (LAs 26 in Landshut) – Landkreisgrenze – St 2143 – Ergolding – St 2074 in Altheim |
| LA 27  | LA 17 – Unterbachham – Oberbachham – Zweikirchen – /St 2087 in Hachelstuhl |
| LA 28  | (SR 50 im Landkreis Straubing-Bogen) – Landkreisgrenze – LA 15 – Greilsberg – Penk – St 2328 – Bayerbach bei Ergoldsbach – Feuchten – Paindlkofen – Kienoden – LA 10 in Osterhaun |
| LA 29  | – Pfettrach – Pfarrkofen – St 2143 in Unterglaim |
| LA 30  | LA 21 in Götzdorf – Straßgrub – Eck an der Straß – Hohenegglkofen – Eichet – Reuth – LA 3 in Jenkofen |
| LA 31  | LA 14 – Wolfsbach – Pöffelkofen – Deutenkofen – St 2045 – Adlkofen – LA 3 – Günzkofen – Weizeneck – Sutten – Lochham – Vorrach – Feuerberg – LA 21 in Geisenhausen |
| LA 32  | (FS 36 im Landkreis Freising) – Landkreisgrenze – LA 19 |
| LA 33  | in Kaltenbrunn – Freiing – Baierbach – St 2067 – Sindhub – LA 8 – Hinterskirchen – Dombach – LA 16 in Obervilslern |
| LA 34  | (KEH 24 im Landkreis Kelheim) – Landkreisgrenze – LA 43 – Gebersdorf – Piegendorf – Schaltdorf – Winklsaß – St 2142 |
| LA 35  | St 2143 – Schaltdorf – Münster – Oberroning – LA 43 – Niederroning – Altensdorf – St 2142 in Hebramsdorf |
| LA 36  | St 2643 in Pfeffenhausen – LA 12 – Schmatzhausen – Kumpfmühle – Heiligenbrunn – Türkenfeld – St 2143 – Gatzkofen – Laber – LA 37 – Andermannsdorf – Rahstorf – St 2142 in Inkofen |
| LA 37  | LA 4 – Oberrotterbach – Schlamberg – LA 36 – Andermannsdorf – Eberstall – Zieglstadl – /St 2328 in Ergoldsbach |
| LA 38  | St 2643 in Pfeffenhausen – Holzhausen – Unterspiegelreuth – Oberspiegelreuth – Obersüßbach – Freyung – Obermünchen – Landkreisgrenze – (FS 19 im Landkreis Freising) |
| LA 39  | /St 2643 – Egglhausen – Pfeffenhausen – Pfaffendorf – LA 40 – Rainertshausen – Landkreisgrenze – (KEH 33 im Landkreis Kelheim) |
| LA 40  | (KEH 31 im Landkreis Kelheim) – Landkreisgrenze – Koppenwall – LA 39 |
| LA 41  | (KEH 30 im Landkreis Kelheim) – Landkreisgrenze – Oberhornbach – Niederhornbach – LA 57 – St 2643 in Pfeffenhausen |
| LA 42  | (SR 56 im Landkreis Straubing-Bogen) – Landkreisgrenze – Langenhettenbach – Frauenwies – St 2328 |
| LA 43  | (R 35 im Landkreis Regensburg) – Landkreisgrenze – LA 34 – Gebersdorf – Oberroning – LA 35 |
| LA 44  | St 2083 in Aham – Loizenkirchen – Guntendorf – Winzersdorf – Wassing – Landkreisgrenze – (DGF 19 im Landkreis Dingolfing-Landau) |
| LA 45  | LA 1 in Bonbruck – Landkreisgrenze – (MÜ 42 im Landkreis Mühldorf am Inn) |
| LA 46  | – Gassau – Vockhof – Bodenkirchen – LA 1 – Wifling – Landkreisgrenze – (MÜ 3 im Landkreis Mühldorf am Inn) |
| LA 47  | LA 1 in Margarethen – LA 49 – Haunzenbergersöll – Landkreisgrenze – (MÜ 5 im Landkreis Mühldorf am Inn) |
| LA 48  | St 2087 in Hirschhof – LA 50 – Stockham – Wurmsham – Niederwurmsham – LA 49 – Seifriedswörth – Landkreisgrenze – (MÜ 28 im Landkreis Mühldorf am Inn) |
| LA 49  | LA 47 – Ostenthann – Stockloh – Seifriedswörth – LA 48 – Landkreisgrenze – (MÜ 26 im Landkreis Mühldorf am Inn) |
| LA 50  | LA 1 – Oberbreitenau – Pauluszell – LA 48 – Stockham – Kupferstatt – Haag – Landkreisgrenze – (MÜ 41 im Landkreis Mühldorf am Inn) |
| LA 51  | LA 5 in Frauensattling – LA 1 in Binabiburg |
| LA 52  | LA 53 in Bruckberg – Ried – LA 19 – Gündlkofen – Unterlenghart – Altdorf – Landkreisgrenze – (LAs 52 in Landshut) |
| LA 53  | (FS 21 im Landkreis Freising) – Landkreisgrenze – Almosenbachhorn – Bruckberg – LA 52 – St 2045 |
| LA 55  | LA 21 in Obergangkofen – Mantelkam – Irlberg – Eging – Riedlkam – St 2087 |
| LA 56  | LA 1 in Aich – Treidlkofen – Jesenkofen – Landkreisgrenze – (MÜ 1 im Landkreis Mühldorf am Inn) |
| LA 57  | St 2142 in Oberlauterbach – Ebenhausen – LA 41 |
| LA 58  | St 2087 in Velden – Biedenbach – Ruprechtsberg – Mariaberg – LA 1 |
| LA 59  | in Kreuz – Oberbabing – LA 16 |
| LA 60  | (SR 66 im Landkreis Straubing-Bogen) – Landkreisgrenze – in Neufahrn in Niederbayern |

## Quelle
OpenStreetMap: Landkreis Landshut – Landkreis Landshut im OpenStreetMap-Wiki